# Émeric de Rochechouard
Émeric ou Aimery de Rochechouard,  mort à Paris le 28 décembre 1580, est un prélat français  du  XVIe siècle .  Il est issu de la fameuse maison de Rochechouart  de Mortemart et  est le fils d'Aimery de Rochechouard, seigneur de Mortemart,  et de Jeanne de Pontville. Il est le frère d'Albin, évêque de Sisteron.
Émeric de Rochechouard est abbé de  Saint-Savin et est  nommé évêque de Sisteron en 1543. 
De 1562 à 1557 les guerres de religion voient les protestants et les catholiques se disputer la ville et sa forteresse. La ville est assiégée par les catholiques de Sommerive, lieutenant général du roi, en 1562. Les chefs protestants s’enfuient de nuit, et la ville est prise le 6 septembre : la garnison est massacrée et les protestants expulsés.
Après l’édit de pacification d’Amboise (mars 1563), ils sont reconduits sous escorte armée. En 1567, la ville est à nouveau assiégée et prise, par les protestants, qui la rendent peu après aux catholiques.
En 1573  de Rochechouard fait rétablir à  Mane le monastère de religieuses, détruit pendant   guerres de religion et en 1576 il établit à Manosque la confrérie des pénitents bleus qui est réunie en 1600 à celle des   pénitents blancs.

## Source
- La France pontificale